# NGC 6869
NGC 6869 is een lensvormig sterrenstelsel in het sterrenbeeld Draak. Het hemelobject werd op 26 augustus 1884 ontdekt door de Amerikaanse astronoom Lewis A. Swift.

## Synoniemen
- UGC 11506
- MCG 11-24-4
- ZWG 324.6
- PGC 63972